# Unterseeboot 441
L'Unterseeboot 441 (ou U-441) est un sous-marin allemand de type VIIC utilisé par la Kriegsmarine pendant la Seconde Guerre mondiale.

## Historique
L'U 441 est au printemps et à l'été 1942 un navire d'instruction des sous-mariniers dans la 5. Unterseebootsflottille. En octobre 1942, il intègre la 1. Unterseebootsflottille, basée à Brest depuis l'été 1941. Le sous-marin part de Kiel, s'arrête à Trondheim puis effectue sa première patrouille du 17 septembre au 7 novembre 1942 dans l'océan Atlantique.
Sa deuxième patrouille, au départ de Brest, commence le 7 décembre 1942, elle se passe de nouveau dans l'océan Atlantique. Le navire coule le 27 décembre le cargo néerlandais Soekaboemi qui fait partie du ON-154 (en). Le navire de charge est détruit et abandonné, frappé par une torpille de l'U 356. Le sous-marin revient à Brest le 22 janvier 1943.
L'U 441 part de Brest pour une patrouille dans l'Atlantique. Il prend part à l'attaque du HX-229 (en), protégé par cinq destroyers et par quatre corvettes. Ce convoi ayant été attaqué les jours précédents par les groupes de sous-marins allemands Raubgraf et Stürmer, avec la perte d'une dizaine de navires, l'escorte est distraite par le sauvetage des survivants. Des bombardiers Consolidated B-24 Liberator britanniques veillent. Le 20 mars, le sous-marin est attaqué à l'ouest de l'Irlande par un avion Sunderland et légèrement endommagé. Il revient à Brest le 11 avril après 44 jours en mer.
En avril et mai 1943, afin de combattre la menace aérienne, l'U 441 est parmi les premiers navires convertis en U-Flak conçus pour escorter en surface les sous-marins des bases atlantiques françaises. 
L'U-Flak est équipé de deux tourelles Flakvierling 38 quadruples canon de 20 mm (800 coups/min) et d'un canon automatique Flak 36/37 de 37 mm (80/120 coups/min). L'U 441 prend le nom d'U Flak 1. La capacité anti-aérienne plus grande exige du personnel supplémentaire, les membres de l'équipage passent de 44 à 67 hommes.
Quand le commandant Klaus Hartmann tombe gravement malade, le sous-marin revient à Brest le 22 mai. Götz von Hartmann, commandant de l'U 563, est le nouveau commandant du U 441. Revenu en mer, le sous-marin est attaqué le 24 mai à 20 h 50 par un bombardier Short S.25 Sunderland du No. 228 Squadron RAF (en) dans le golfe de Gascogne. Malgré les dégâts, l'avion réussit à lancer cinq grenades anti-sous-marines avant de s'écraser en mer ; l'attaque blesse un sous-marinier membre d'équipage et endommage gravement le bâtiment qui retourne à la base le lendemain.
L'U flak 1 repart en patrouille le 8 juillet. Le 12, il est mitraillé par trois avions Bristol Beaufighter du No. 248 Squadron RAF. Dix hommes sont tués et treize autres blessés, tous des officiers. Le Marine-Stabsarzt Dr Paul Pfaffinger prend le commandement et ramène le navire à Brest ; il reçoit la croix allemande en or. Les U-Flaks sont considérés comme un échec, le sous-marin redevient l'U-441.
Le Kptlt. Klaus Hartmann reprend le commandement. Le navire mène trois nouvelles patrouilles entre octobre 1943 et mai 1944 sans atteindre un ennemi. Le seul incident notable est l'attaque sans succès par un avion le 2 mars.
L'U 441 quitte précipitamment Brest le 6 juin et rejoint la Manche. Le 7, il participe à la destruction d'un Vickers Wellington canadien ; d'autres sous-marins, tels que l'U 413 ou l'U 740 sont mentionnés[pas clair]. Le 8 juin au matin, un bombardier du No. 224 Squadron RAF (en) repère un sous-marin. En raison de la nuit claire, le pilote lors de l'attaque renonce au projecteur pour surprendre l'U-441 en surface. À environ 900 m, le Consolidated B-24 ouvre le feu et atteint à plusieurs reprises le pont et le kiosque. Lors de l'attaque suivante, le bombardier lâche des grenades anti-sous-marines et détruit le sous-marin qui coule à trente milles d'Ouessant à la position 49° 37′ N, 3° 41′ O. 
Tous les membres d'équipage meurent ; le sous-marin comprenait plus de sous-mariniers, soit 51 membres. Le même bombardier a détruit presque en même temps le sous-marin allemand U-373.

### Meutes
L'U-441 prit part à treize Rudeltaktik ("meutes de loups") :
1. Panther (10 - 16 octobre 1942)
2. Puma (16 - 29 octobre 1942)
3. Spitz (22 - 28 décembre 1942)
4. Falke (28 décembre 1942 - 14 janvier 1943)
5. Neuland (6 - 13 mars 1943)
6. Dränger (14 - 20 mars 1943)
7. Seewolf (21 - 28 mars 1943)
8. Schill (25 - 31 octobre 1943)
9. Hinein (26 janvier - 3 février 1944)
10. Igel 1 (3 - 17 février 1944)
11. Hai 1 (17 - 22 février 1944)
12. Preussen (22 février - 1er mars 1944)
13. Dragoner (21 - 28 mai 1944)

## Affectations
- 5. Unterseebootsflottille du 21 février 1942 au 30 septembre 1942 (Période de formation).
- 1. Unterseebootsflottille du 1er octobre 1942 au 30 juin 1944 (Unité combattante).

## Commandement
- Kapitänleutnant Klaus Hartmann du 21 février 1942 au 15 mai 1943.
- Kapitänleutnant Götz von Hartmann du 16 mai 1943 au 5 août 1943 (Croix allemande en or).
- Kapitänleutnant Klaus Hartmann du 6 août 1943 au 30 juin 1944.

## Navire coulé
L'Unterseeboot 441 coula un navire marchand de 7 051 tonneaux au cours des neuf patrouilles qu'il effectua.
| Date             | Nom        | Nationalité | Tonnage | Fait  |
| ---------------- | ---------- | ----------- | ------- | ----- |
| 27 décembre 1942 | Soekaboemi | Pays-Bas    | 7 051   | Coulé |